# 九環海龍屬
九環海龍屬，為輻鰭魚綱棘背魚目海龍科的其中一屬。

## 下属物种
- 九環海龍（Enneacampus ansorgii）
- 庫氏九環海龍（Enneacampus kaupi）